# Polyrhachis ornata
Polyrhachis ornata é uma espécie de formiga do gênero Polyrhachis, pertencente à subfamília Formicinae.